# Sepp Herberger
Josef „Sepp” Herberger (n. 28 martie 1897, Mannheim-Waldhof – d. 28 aprilie 1977, Mannheim) a fost un fotbalist și apoi antrenor de fotbal german. Prin anii 1920 a jucat la echipele SV Waldhof și VfR Mannheim. 
Între anii 1936 - 1964, Herberger a fost antrenorul echipei naționale de fotbal a Germaniei. El este considerat în Germania un antrenor legendar care a realizat Minunea de la Berna, când echipa Germaniei a învins în Finala Campionatului Mondial de Fotbal 1954, echipa națională de fotbal a Ungariei, echipă clar favorită, supranumită și echipa de aur a Ungariei, o senzație în lumea fotbalului. Eveniment sportiv transpus pe ecran în anul 2003 prin filmul german Das Wunder von Bern.

## Date biografice
Părinții lui Herberger, Josef și Lina Herberger provin dintr-o familie modestă din mediul rural din regiunea situată între Karlsruhe și Mannheim. Tatăl lui era nevoit să lucreze ca zilier, deoarece terenul agrar al familiei era prea mic, pentru întreținerea întregii familii. Sepp Herberger termină școala în 1911 și lucrează ca muncitor necalificat pe diferite șantiere de construcție. El a contribuit la întreținerea familiei care trăiau într-o stare de sărăcie. În martie 1916 la scurt timp după ziua sa de naștere este încorporat ca militar, în contrast cu alți tineri de vârsta lui el nu s-a prezentat ca soldat voluntar. În aprilie 1917 este trimis pe front în cadrul regimentului 110  de grenadieri, la data de 4 ianuarie 1919 este lăsat la vatră.

## Controverse
Herberger a aderat la Partidul Nazist în 1933. Nominalizarea lui la Germany's Sports Hall of Fame din 2008 a generat o serie de criticisme din cauza trecutului său nazist.

## Statistici antrenorat
La 22 mai 2014.
| Echipa   | Început | Sfârșit | Rezultate | Rezultate | Rezultate | Rezultate | Rezultate  | Rezultate |
| Echipa   | Început | Sfârșit | M         | V         | E         | Î         | Victorii % | Ref.      |
| -------- | ------- | ------- | --------- | --------- | --------- | --------- | ---------- | --------- |
| Germania | 1936    | 1942    | 70        | 42        | 13        | 15        | 60         |           |
| Germania | 1950    | 1964    | 97        | 52        | 14        | 31        | 53,61      |           |
| Total    | Total   | Total   | 167       | 94        | 27        | 46        | 56,29      | [ 4 ]     |

## Palmares

### Ca jucător
VfR Mannheim
- Campionatul Germaniei de sud: 1925

### Ca antrenor
Germania
- Campionatul Mondial de Fotbal: 1954

## Filmografie
- Das Große Spiel (1942)